# Пещера кристаллов

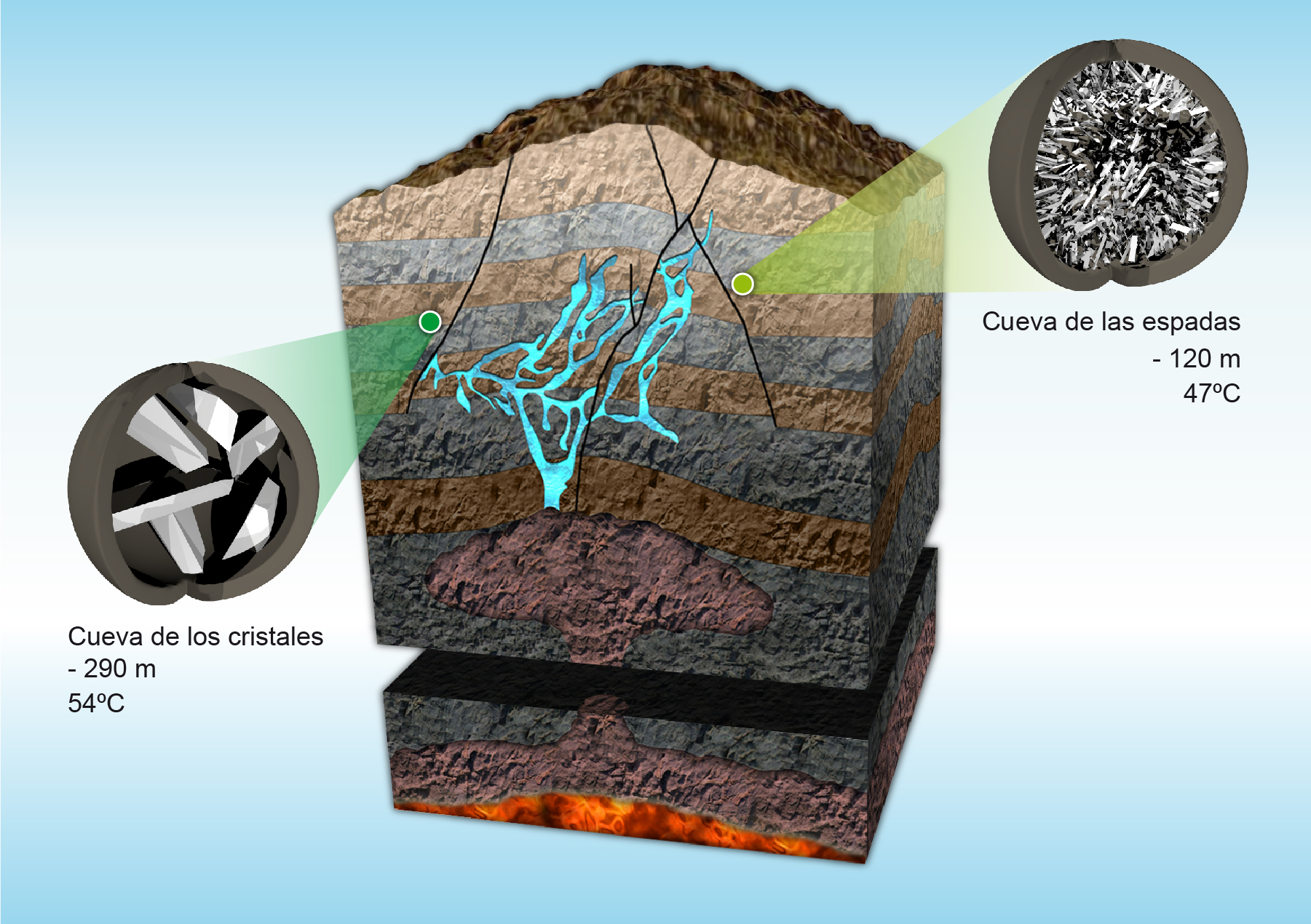
В окрестностях в 1910 году уже была открыта «пещера мечей» с кристаллами до 1 метра, расположенная менее глубоко и образованная в той же геологической формации, но при несколько отличных условиях

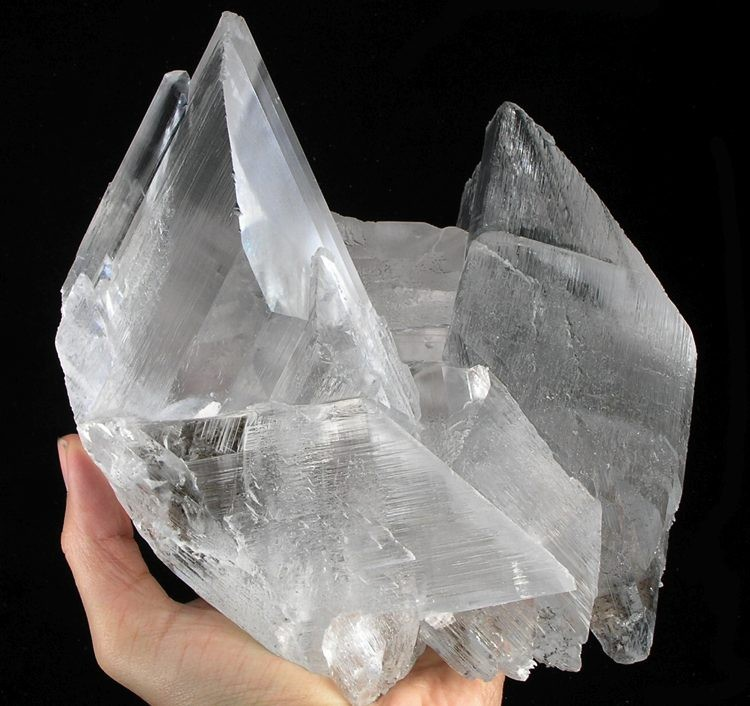
Сросток кристаллов гипса из пещер Найка. Размер: 18 × 14 × 13 см, масса 2,6 кг.

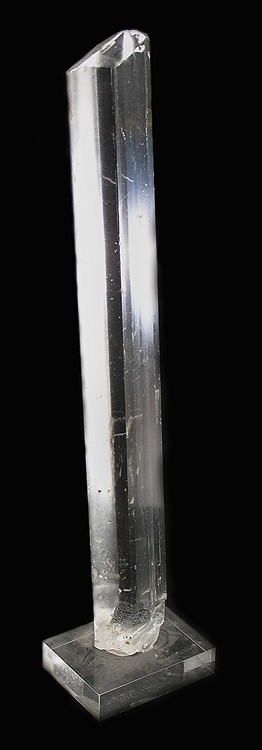
Прозрачный призматический кристалл гипса 22,6 × 2,6 × 1,6 см, найденный среди гигантских кристаллов (закреплён на искусственной подставке).

Пещера кристаллов (исп. Cueva de los Cristales) соединена с горными выработками подземного рудника Найка (исп. Naica), расположена на глубине 300 метров под городом Найка, штат Чиуауа, Мексика. Пещера уникальна наличием гигантских кристаллов селенита (минерал, структурная разновидность гипса). Наибольший из найденных кристаллов имеет размер 11 м в длину и 4 м в ширину, при массе 55 тонн. Это одни из наибольших известных кристаллов.
В пещере очень жарко, температура достигает +58 °C при влажности 90-100 %. Эти факторы сильно затрудняют исследование пещеры людьми, делая необходимым использование специального охлаждающего снаряжения. Даже со снаряжением нахождение в пещере обычно не превышает 20 минут, так как в более холодных лёгких начинает конденсироваться вода.

## Формирование кристаллов
Найка находится на древнем разломе, и под пещерой есть магматическая полость. Магма нагревала подземные воды, и они насыщались минеральными веществами, в том числе большим количеством гипса. Пещера была заполнена горячим раствором минералов на протяжении сотен тысяч лет, вплоть до нескольких миллионов лет.

В течение этого времени температура раствора оставалась стабильной в диапазоне +54…+58 °C, предоставляя единственно возможные условия для роста кристаллов селенита (с участием безводной формы сульфата кальция — ангидрита). Наименьшая скорость роста кристаллов составляет 1,4 ± 0,2 × 10−5 нм/с при температуре +55 °C.

## История открытия и настоящее
В 1910 году шахтёры открыли пещеру под шахтами Найка, позже названную Пещера мечей (исп. Cueva de las Espadas). Она расположена на глубине 120 м над Пещерой кристаллов и заполнена красивыми светлыми и прозрачными кристаллами примерно метровой длины. Предполагается, что на этой глубине температура упала значительно раньше, прекратив рост кристаллов.
Пещера кристаллов была обнаружена в 2000 году братьями-шахтёрами Санчесами, прокладывавшими новый туннель в шахте для компании «Индустриас Пеньолес» (исп. Industrias Peñoles). В руднике Найка имеются существенные залежи серебряных, цинковых и свинцовых руд.
Пещера кристаллов — это полость в форме подковы, заключённая в массиве известняка. Громадные кристаллы пересекают пространство пещеры в разных направлениях. Из пещер постоянно откачивается вода. В случае остановки оборудования они снова затопятся. Кристаллы деградируют на воздухе, поэтому исследователи из «Проекта Найка» стремятся задокументировать этот геологический объект.
Новый зал, названный «Ледовый дворец», был открыт при бурении в 2009 году. Он находится на глубине 150 м и не заполнен водой. Формации кристаллов значительно меньшие, с тонкими нитевидными наростами.

## Будущее
В дальнейшем кристаллами могут заинтересоваться биологи, так как в их микроскопических полостях, заполненных жидкостью, могут находиться древние микроорганизмы.
В передаче телеканала Discovery в феврале 2011 года упоминалось о возможном существовании других пещер, но их исследование требует разрушения кристаллов. Указывалось, что в конечном итоге пещера будет возвращена к изначальному затопленному состоянию.